# Я обслуговував англійського короля (фільм)
Я обслуговував англійського короля (чеськ. Obsluhoval jsem anglického krále) — чеський кінофільм 2006 року за романом Богуміла Грабала. Режисер та сценарист — Їржі Менцель. Фільм отримав нагороду Чеський лев (Český lev) як найкраща кінострічка 2006 року.

## Сюжет
У 1960ті роки колишній офіціант Ян Дітє (Jan Dítě, dítě - чеською - дитя) виходить на волю, відбувши 15-річний термін ув'язнення. Йому наказано оселитися у Судетах, у колишньому німецькому селі, мешканці якого були депортовані по війні. У горах, майже насамоті, він згадує своє життя.
З дитинства він мріяв стати мільйонером. Працював у найпрестижнішому ресторані Праги. Перед війною закохався у німку, ідейну нацистку, і попри слов'янське походження одружився з нею. По війні мрія збулася — Дітє стає мільйонером і купує дорогий готель. Але доля сміється з нього: у 1948 у Чехословаччині відбувається комуністичний переворот, готель конфісковують, а власник опиняється за ґратами. Дітє розуміє примарність своїх мрій.
Живучи у колишній німецькій хаті, на природі, він знов і знов переживає найяскравіші моменти свого життя, намагаючись знайти його сенс …
Попри трагічність історичних подій — втрата незалежності, нацистська окупація, репресії, національна сегрегація — фільм знаходить точний баланс між тонкою іронією і людяністю.

## Ролі виконують
- Іван Брньєв — Ян Дітє в молодості
- Олдріх Кайзер — Ян Дітє в літах
- Юлія Йенч — Ліза
- Йозеф Абрам — господар готелю Брандейс
- Їржі Лабус — шеф готелю
- Мар'ян Лабуда — Валден
- Мілан Ласіца — професор